# Jean-Baptiste Dalesme
Jean-Baptiste Dalesme, né le 20 juin 1763 à Limoges, dans la Haute-Vienne, et mort le 15 avril 1832 à Paris, est un général français de la Révolution et de l’Empire. Membre du Corps législatif sous le Consulat, baron d'Empire, gouverneur de l'île d'Elbe, commandant de l'Hôtel des Invalides.

## Un nom enraciné dans le sol du Limousin
Jean-Baptiste Dalesme voit le jour à Limoges le 20 juin 1763. François Dalesme, son père, imprimeur à Limoges, a épousé en secondes noces Catherine Leyssère dont il aura, outre Jean-Baptiste, six enfants dont deux embrasseront la carrière militaire : Léonard périra en livrant combat aux Chouans, en Vendée, et Joseph mourra à Eylau dans les rangs de la Grande Armée. François Dalesme avait épousé en premières noces Madeleine Disnemartin de Salles qui lui donna cinq enfants dont deux fils tous deux prénommés Jean-Baptiste. Ce prénom était déjà celui du père de François Dalesme, celui-là même qui avait repris l’imprimerie familiale à Limoges en 1729. La famille Dalesme, bien que de condition bourgeoise à cette époque, avait appartenu par le passé à la chevalerie périgourdine et avait divers liens familiaux avec  la noblesse limousine et marchoise. Les Dalesme, un temps dits Dalesme de Plantadis, étaient notamment apparentés à la famille Gay de Saint-Léonard-de-Noblat, famille représentée par des personnalités telles que  Simon François Gay de Vernon ou Louis Joseph Gay-Lussac.

## Premiers engagements militaires
À l’âge de 17 ans, il s’engage le 23 mai 1780, dans le Régiment d'Infanterie du Rouergue avec lequel il participe à la campagne d’Espagne en 1782 et 1783.
Il est congédié le 23 mai 1788.
Fort de ses actes héroïques de jeune militaire, il est nommé le 11 octobre 1791au grade de lieutenant-colonel, commandant en second du 1er bataillon de volontaires de la Haute-Vienne. Le lieutenant-colonel commandant en chef du bataillon est Mathieu Joseph d'Arbonneau. Jean-Baptiste Jourdan, à la même période commandant en chef du 2e bataillon de volontaires de la Haute-Vienne, sera son fidèle ami et compagnon d’armes pendant plus de 45 ans.
En 1792 et 1793, il combat dans l’armée du Nord. Fait prisonnier lors de la capitulation du Quesnoy le 9 septembre 1793, il est gardé captif en Hongrie jusqu’en 1795.
À sa libération, il est promu général de brigade et rentre dans le corps des officiers de l’armée de Sambre-et-Meuse sous le commandement de Jourdan le 19 novembre 1795. Il rejoint la division Grenier le 30 mars 1796. Blessé à Giessen le 16 septembre 1796, il est admis au traitement de réforme le 13 février 1797.
En 1798, il combat dans les rangs de l’armée d’Italie, notamment dans la division Delmas. Blessé par un coup de feu dans les reins à Pastrengo en mars 1799, il est à nouveau touché à la cuisse lors de la bataille de Magnano le 5 avril 1799. Fait prisonnier par l’ennemi le 28 avril 1799, il reste en détention jusqu’en 1800.

## Fonctions citoyennes et vie conjugale
Nommé à la 14e division militaire de Haute-Vienne le 10 juin 1800, il se rapproche de son département d’origine par son action militaire puisqu’il est élu député au Corps législatif le 27 mars 1802, fonction qu’il conserve jusqu’en 1809. Dans le courant de cette même année 1800, il est nommé commandant du département de l’Orne.
Courant janvier 1801, le général Dalesme quitte Alençon pour Paris où l’on doit lui extirper la balle qu’il a reçu dans la partie supérieure d’une fesse à Pastrengo et qui y est donc restée logée depuis près de 2 ans ! On peut le considérer comme fortement chanceux d’avoir évité aussi longtemps de lourdes complications de sa blessure.
Le 26 août 1801 (9 fructidor an IX), la Députation de Haute-Vienne requiert auprès du ministre de la Guerre, à l’instigation de Jourdan, la nomination de Jean-Baptiste Dalesme au grade de général de division. Il semble que cette demande n’ait pas recueilli de suffrage favorable.
Le 22 avril 1802, le général Dalesme est admis au traitement de non-activité.
Le 15 août 1804, il épouse à Paris Marie-Françoise Alexandrine Dumas, de treize ans sa cadette, fille de Pierre-Louis Dumas, et Françoise Mounier, originaires de Lyon. Cette union était-elle réellement dictée par des raisons sentimentales ? Ou bien s'agissait-il en réalité d'une contrainte d’ordre moral pour les deux époux au vu du contexte de l’époque : en effet, le premier enfant du couple, Aurore Alexandrine Marie, est né à Paris le 4 mars 1801, soit trois ans avant le sacrement du mariage. Par ailleurs, leur second enfant, Jean-Baptiste Alfred, naît le 16 septembre 1804 à Paris, soit un mois après cette union. Or on sait pertinemment que l’opinion publique, tout au moins la bourgeoisie d’alors, était loin d’approuver l’union libre, qui plus est assortie de naissances. Quant à la différence d’âge entre les deux époux, nous verrons plus loin qu’elle n’a pas été sans poser quelques problèmes par la suite…

## De Versailles aux rives du Rhin...
Le 20 juillet 1807, Jean-Baptiste Dalesme est nommé major-général de la 4e légion de réserve des Gardes nationales de l’intérieur à Versailles. Le 6 mars 1809, il rejoint le corps d’observation de l’armée du Rhin. Le 30 mars 1809, il prend le commandement de la 2e brigade de la division Carra-Saint-Cyr. La même année, il participe au commandement de la Grande Armée lors de la Campagne d’Allemagne au cours de laquelle il est lui-même blessé au combat lors de la bataille d’Essling. En contrepartie des invalidités causées par ses blessures consécutives, il obtient une rente de 4 000 francs sur le département de Rome.
Le 22 mai 1810, il est nommé commandant du département de l’Ombrone, fonction dans laquelle il donne une fois encore entière satisfaction à sa hiérarchie.

## La reconnaissance des Grands: un titre et une île
Par lettres patentes du 23 juin 1810, il reçoit de l’empereur Napoléon Ier le titre de baron de l’Empire. Le 14 septembre 1810, une lettre d’Élisa Bonaparte, grande-duchesse de Toscane, demande au ministre de la Guerre sa nomination au commandement de l’île d’Elbe. Le 29 septembre 1810, le prince Félix Baciocchi, grand-duc de Toscane et époux d’Elisa Bonaparte, confirme sa nomination.
Pendant quatre ans, le général Dalesme remplit ses fonctions avec rigueur, probité et humanité. Il s’attache plus particulièrement à faire lever les droits de douane prohibitifs imposés à l’île par le gouvernement impérial et qui réduisent de nombreux insulaires à la misère. Il s’attire ainsi les faveurs de la population et des soldats en poste sous ses ordres.
Le 6 avril 1814, Napoléon Ier confirme son abdication par la signature du traité de Fontainebleau. Il est déchu de tous ses droits au titre impérial et reçoit en contrepartie la dérisoire souveraineté de l’île d’Elbe.
Par lettre du 18 avril 1814, le comte Pierre Dupont de l'Étang, ministre de la Guerre de Louis XVIII, adresse au général Dalesme l’ordre de remettre l’île d’Elbe à Napoléon. Le 4 mai 1814, il remet solennellement l'île à l'empereur et regagne la France avec ses troupes.

## Un triste retour sur le sol de France...
De retour en France, le général Dalesme a la mauvaise surprise de découvrir auprès de son épouse un troisième enfant, Catherine-Jeanne-Eugénie dont l’arithmétique gynécologique montre bien qu’il ne pouvait être le géniteur mais qu’il reconnaîtra et élèvera, en dépit de son amertume, comme sa propre fille. Dès lors, meurtri par cette situation conjugale des plus inconfortables, le général Dalesme se retire à Versailles, au 44, boulevard de la Reine, où il mène une existence retirée. En dépit de cet isolement, il reçoit le 16 août 1814, la distinction de chevalier de l’Ordre de Saint-Louis.
Le 1er septembre, il est mis en non-activité et reçoit le titre de lieutenant général honoraire le 21 octobre 1814.
En mars 1815, Napoléon, quittant son exil forcé de l’île d’Elbe, rentre en France pour tenter de reprendre le pouvoir. C’est la période appelée « Les cent jours ». Connu comme proche de l’empereur, le général Dalesme est arrêté le 16 mars avec d’autres officiers impériaux suspectés d’avoir ourdi le retour de Napoléon. Cependant, sa triste situation personnelle suffit rapidement à convaincre les commissaires enquêteurs de son innocence.

## Rappelé aux honneurs...
Le 23 mars 1815, Napoléon fait savoir au général Dalesme qu'il souhaite que celui-ci reprenne ses fonctions sur l'île d'Elbe en qualité de gouverneur. Le général accepte. Le 3 mai 1815, le général Dalesme est nommé lieutenant-général titulaire. En juin 1815, faisant à nouveau montre de sa grande humanité, il évite une rébellion de la population de l’île d’Elbe, affamée par le blocus anglais, en distribuant aux habitants le grain saisi auparavant sur des navires anglais ainsi que des lettres de marque. En juillet 1815, alors que Napoléon a déjà capitulé, le général Dalesme n’accepte de livrer la place de Porto-Ferrajo aux troupes du gouvernement autrichien de Toscane qu’après en avoir reçu d’autoritaires sommations.
La fin de l’Empire semble, de prime abord, signer la fin de la carrière du général Dalesme. En effet, il est mis en retraite forcée par ordonnance royale de Louis XVIII le 15 novembre 1815. Il se retire alors dans sa propriété du Petit Charat, près de Cieux, non loin de Limoges.

## Le commandement des Invalides et le choléra
Le 20 août 1830, Louis-Philippe Ier le rappelle au commandement de l’Hôtel des Invalides, à Paris. Dans cette fonction, il est chargé de seconder un gouverneur que nous avons maintes fois cité précédemment puisqu’il s’agit de son vieil ami Jean-Baptiste Jourdan, devenu entre-temps comte et maréchal.

## Distinctions
Le 1er mai 1831, il est fait grand officier de la Légion d'honneur.

## Décès et sépulture
Mars 1832, l’épidémie de choléra morbus fait des ravages dans la capitale. L’Hôtel des Invalides n’est pas épargné par le fléau. Après plusieurs semaines de lutte contre l’épidémie, le général Dalesme est lui-même atteint par la maladie.
Il meurt le 13 avril 1832 et est inhumé le 15 avril suivant au cimetière de Vaugirard, à Paris, dans le carré militaire des Invalides.

## Hommages
Faisant suite à la demande formulée par ses enfants en 1837, le nom du général Dalesme est gravé sur la face nord de l'Arc de Triomphe à Paris en 1841.
À Limoges une rue porte son nom. Son buste qui y avait été érigé en 1911 a été fondu par les Allemands en 1942. L'Hôtel des Invalides conserve une paire de pistolets et une carabine d'apparat lui ayant appartenu.

## Engagement maçonnique
Comme beaucoup d'officiers et dignitaires napoléoniens, le général Jean-Baptiste Dalesme appartenait à la franc-maçonnerie. Nous ignorons à ce jour où et quand il fut initié. Afin de percer ce mystère, peut-être faudrait-il investiguer du côté du maréchal Jourdan, dans la mesure où les deux hommes ont suivi des chemins parallèles. De fait, même si certaines sources affirment que Jourdan n'était pas lui-même franc-maçon (nous ne saurions être aussi catégorique, au vu du rang occupé par Jourdan, rang dans lequel on retrouve une forte densité de francs-maçons), on peut douter de cette thèse et envisager que les deux frères d'armes aient été initiés au sein d'une même loge à peu près à la même période.
Une chose est certaine, en revanche, c'est que le général Dalesme est explicitement nommé comme membre du dernier collège d'officiers de la loge Les amis de l'honneur français"à l'Orient de Porto-Ferrajo, sur l'île d'Elbe. Cette dernière élection eut lieu le 21 juin 1815, alors même que la défaite de Waterloo venait d'avoir lieu trois jours auparavant. Le général Dalesme y est désigné comme 1er surveillant, rose-croix. Cette dernière appellation atteste bien que le général Dalesme avait accédé au grade de maître-maçon, et même au-delà, au 4e grade de perfectionnement ou Ordre de Sagesse du Rite Français.
Le 6 août 1815, la loge est officiellement dissoute, ce qui en fait la dernière loge napoléonienne active en Italie. La loge Les amis de l'honneur français avait été fondée en l'île d'Elbe le 2 juin 1803. Parmi ses membres fondateurs, on notera la présence de Sigismond Hugo, père de l'écrivain.

## Héraldique
| Armes du baron Dalesme et de l'Empire | Armes du baron Dalesme et de l'Empire (décret du 15 août 1809, lettres patentes du 23 juin 1809, Saint-Cloud). Coupé, au premier parti à dextre d'azur à trois croissants d'or, à senestre des barons tirés de l'armée, au deuxième d'argent à trois étoiles en fasce d'azur. |

## Pour approfondir